# Menrediep

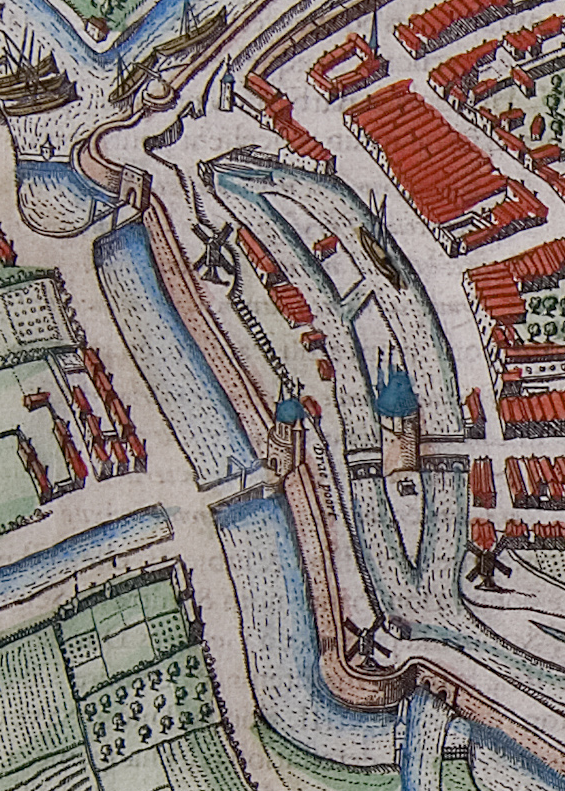
Het Menrediep op een uitsnede van de kaart van Braun en Hogenberg. Het Menrediep lag tussen de Binnen-Apoort (ca. 1470, in steen vanaf 1517, afgebroken in 1828) en de Buiten-Apoort (op het Bolwerk van ca. 1530, gesloopt rond 1620). Links de buitengracht van rond 1530 (gedempt rond 1620) en rechts de A.

Het Menrediep, Mennersdiep of de Mennersgracht was een gracht (diep) aan westzijde van de binnenstad van de Nederlandse stad Groningen. Het diep lag enkele tientallen meters ten westen van de A ter hoogte van de huidige Sledemennerstraat en Westerbinnensingel en stond in verbinding met de A en het Reitdiep.
Veel over het diep is niet met zekerheid bekend, doordat veel oorkonden over de periode van het bestaan verloren gegaan zijn. Historicus Van den Broek heeft een poging gedaan om de geschiedenis te reconstrueren. Het diep werd vermoedelijk in de 14e eeuw gegraven als de nieuwe westelijke buitengracht van de stad om zo meer laad- en losruimte te kunnen realiseren voor zeevarende schepen. Daarnaast had het mogelijk een functie voor de verdediging van de stad: handbussen konden de bredere afstand tot de stadswallen zo moeilijker overbruggen. De naam van het water verwijst waarschijnlijk naar de menners van karren en sleden die de goederen van en naar de schepen vervoerden. Tussen het Menrediep en de A lag een langwerpig eiland, waarop de havenactiviteiten zich konden afspelen. Over het zuidelijke deel van het diep lag een brug die vanuit de stad gezien via de oorspronkelijke Apoort (daarna meermaals verplaatst naar het westen), de Abrug en het eiland toegang bood tot de Ommelanden. 
Bij de realisatie van de eerste fase van het Bolwerk tussen 1469 en 1471 werd mogelijk uit angst voor het bereik van vijandelijke haakbussen, die door de verbeterde afwatering dichterbij de stad konden komen (de grond was daarvoor zeer drassig) een nieuwe stadswal aangelegd. Wanneer dit inderdaad gebeurd is, zal dit ten koste zijn gegaan van de laad- en losruimte en dit kan weer mogelijk de reden zijn geweest voor het verplaatsen van de havenactiviteiten naar de Reitdiepskade. Tussen 1528 en 1531 werd aan buitenzijde van de nieuwe gracht bij de realisatie van de tweede fase van het Bolwerk een nieuwe buitengracht en stadswal aangelegd. Door de verplaatste havenactiviteiten werd het Menrediep langzamerhand overbodig. Mogelijk werd halverwege de 16e eeuw al begonnen met het dempen van het diep. De gracht komt echter nog voor op de vogelvluchtplattegrond van Braun en Hogenberg uit 1575. De vulling die is aangetroffen in de gracht wijst op een demping in het vierde kwart van de 16e eeuw. Rond de aanleg van de nieuwe vestingwallen rond 1610 was het diep volledig gedempt.